# Saison 5 de The Voice : La Plus Belle Voix
La cinquième saison de The Voice : La Plus Belle Voix, émission française de télé-crochet musical, a été diffusée du 30 janvier 2016 au 14 mai 2016 sur TF1. Elle a été animée par Nikos Aliagas et Karine Ferri.
L'émission a été remportée par Slimane Nebchi, coaché par Florent Pagny.

## Coachs et candidats
Les castings se sont déroulés sous la direction de Bruno Berbères, Barbara Lereec et Marcos Escudero. Parmi les nouveautés de cette saison, la Voice Box permet d’accéder désormais aux portes de l'émission, en partenariat avec Twitter : il s'agit d'un studio itinérant installé dans plusieurs villes de France en août et en septembre. Certains aspects esthétiques du plateau sont également modifiés.
Garou, Mika, Florent Pagny et Zazie sont les quatre coachs de l'émission. Garou fait son retour dans l'émission, remplaçant Jenifer. Ils sont secondés par des coachs vocaux qui accompagnent les talents pendant la durée de la compétition : Angie Berthias-Cazaux pour l'équipe de Florent Pagny, Nathalie Dupuy pour l'équipe de Zazie, Marlène Schaff pour l'équipe de Mika et Damien Silvert pour l'équipe de Garou.
Tout comme pour les précédentes saisons, les équipes du programme télévisé recherchent des chanteurs déjà expérimentés. L'album Story of Oak and Leafless de Gabriella, sorti le 18 septembre 2015, comporte entre autres un duo avec Olivier Dion, Sorrow Maud Trutet, alias Mood, a également sorti un disque. Intitulé Do Om, l'album date de juin 2014. Elle écrit, compose et fait les chœurs de la chanson Pakawa Shaman de Crista Galli sur leur album Hayaku en 2009. De plus, elle a participé aux groupes L'Effet Défée ainsi que Olli and Mood. Ce dernier sort un album live en 2009.
Tamara Weber participe à la saison 2 de La Voix au Québec. Elle sort en 2014 l'album Time, Wind & Fire. 
Angy, gagnante des Estivales Var-Matin en 2009, intègre les groupes Shiva et Between Us. Sol est connu sur la scène dijonnaise musicale sous le nom de Samy, il est chanteur du groupe L'Effet Kartell. Sous le nom de Samy Defosse, il est musicien dans le spectacle Suer sur des draps propres. Isa Koper est membre d'une chorale gospel qui accompagne Tony Chasseur sur l'album Lakou Lanmou.
Clement Verzi écrit le titre Shelcha sur l'album homonyme de Yael Naim. Amandine Rapin participe à l'album Libère ta différence d'Ales Rock. Claudio Capéo a déjà sorti plusieurs albums et singles.
Anahy a sorti deux singles en 2003 : Jardin secret et On vivra nos rêves. Le premier se classe à la 63e place en Suisse et à la 96e en France. L'album Jardin secret sort la même année. Elle réussit en 2008 les castings de Nouvelle Star et enregistre l'année suivante le duo Dans le noir avec Diam's sur SOS. La Suissesse écrit le duo Thérapie qu'elle interprète avec Sniper sur la galette À toute épreuve.
Beehann a participé au film Stars 80 et à la comédie musicale Dirty Dancing. Léna Woods est choriste et harpiste du groupe Grand Square Dance,. Ana Ka a été à l'affiche du Bal des vampires et de la série Plus belle la vie. Lola Baï sort l'album Sur la pointe des pieds en 2009 et le single La Lueur en 2015. Elle collabore entre autres avec Florent Marchet sur l'album de celui-ci en 2011 Courchevel. Clyde Rabatel Zapata fait partie du groupe Bigre ! dont l'album To Bigre ! Or Not To Bigre ! sort en 2014, de plus il joue du synthétiseur sur l'album Nucleus de Vax-1. Lukas K. Abdul est comédien dans les spectacles musicaux L'Île du docteur Moreau et Monsieur ! Le Musical ainsi que dans les courts-métrages What About Angels? et Milady,. François Micheletto fait partie du groupe chypriote Minus One. Ce dernier est qualifié pour participer au concours Eurovision de la chanson 2016. Les sélections et diffusions télévisées de The Voice sur TF1 et de l'Eurovision sur France 4 et France 2 ont lieu dans le même temps (novembre 2015 - mai 2016). Minus One sort l'album Alter Ego.
Alcidia Accao Farias fait partie du groupe The Mood Hunters, qui a sorti le single Unexpected. De plus, elle a tenté de participer en 2004 à Nouvelle Star. Sweem a déjà collaboré avec plusieurs artistes et a sorti un single, Morning Sight.
Certains interprètes ont déjà passé la porte de castings de télé-crochets. Sous le nom de Charlène Gervais, Lyn était l'une des candidates sur M6 de Nouvelle Star en 2008 et également de X Factor en 2011,. Slimane Nebchi a participé à la deuxième saison de X Factor en 2011, à la septième saison de Nouvelle Star ainsi qu'à Encore une chance sur NRJ 12. Il fait partie de la distribution de la comédie musicale Marie-Antoinette et le Chevalier de Maison-Rouge.
Le duo Louyena est composé de Roxane Le Texier et de Sébastien Agius ; membres de la troupe de 1789 : Les Amants de la Bastille, ils font partie des interprètes du single Pour la peine, classé à la 21e position en Belgique et à la 36e en France. Sébastien Agius a également remporté la première saison de X Factor en décembre 2009. Il a depuis joué dans de nombreux spectacles, courts et longs métrages, et sorti un album ainsi que plusieurs singles,,. Louyena sort l'EP Encore demain. Roxane Le Texier apparaît dans le film Vicky.
Samantha Ferrando, alias Sam, participe en 2003 à la première saison de Nouvelle Star. De plus, elle se démarque des autres candidats en 1999 lors du radio-crochet de Périgueux La Truffe. Corentin Callonnec, non retenu après le premier épisode, participe à la Nouvelle Star en 2007. Mélodie Pastor fait partie du groupe Vox qui a déjà sorti un EP, elle est également la chanteuse du groupe Mils dont le single Come Home sort en 2015.
Hadrien Collin participe à la première saison de The Voice Belgique. Derya Yildirim essaie deux fois les auditions à l'aveugle à O Ses Türkiye mais aucun fauteuil ne s'est retourné pour elle les deux fois. Adelice Bijotat est la fille de Dominique Bijotat.

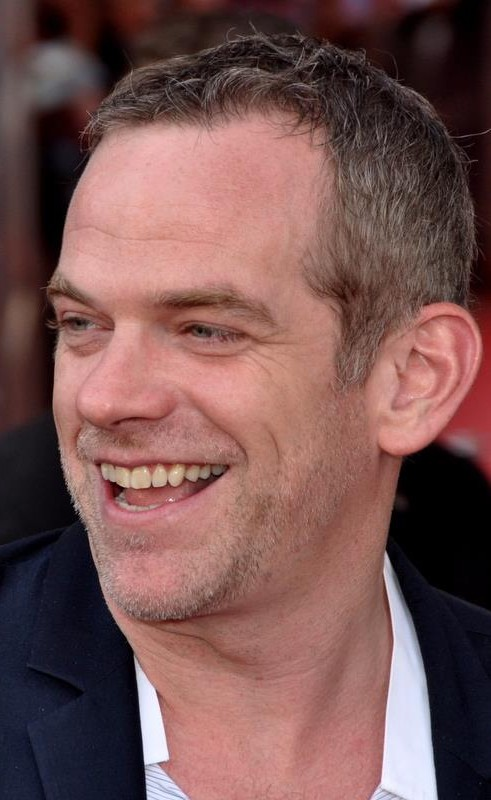
Garou
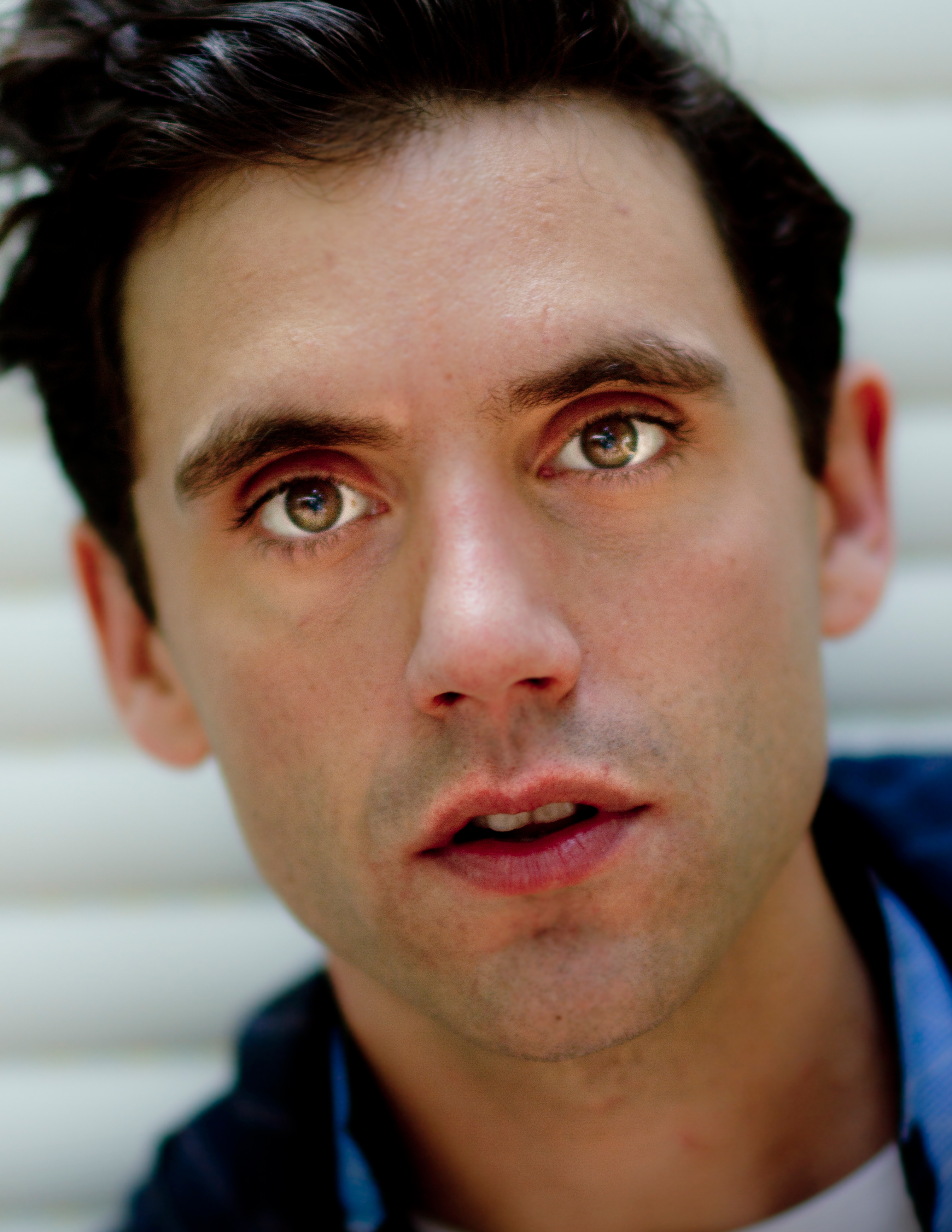
Mika
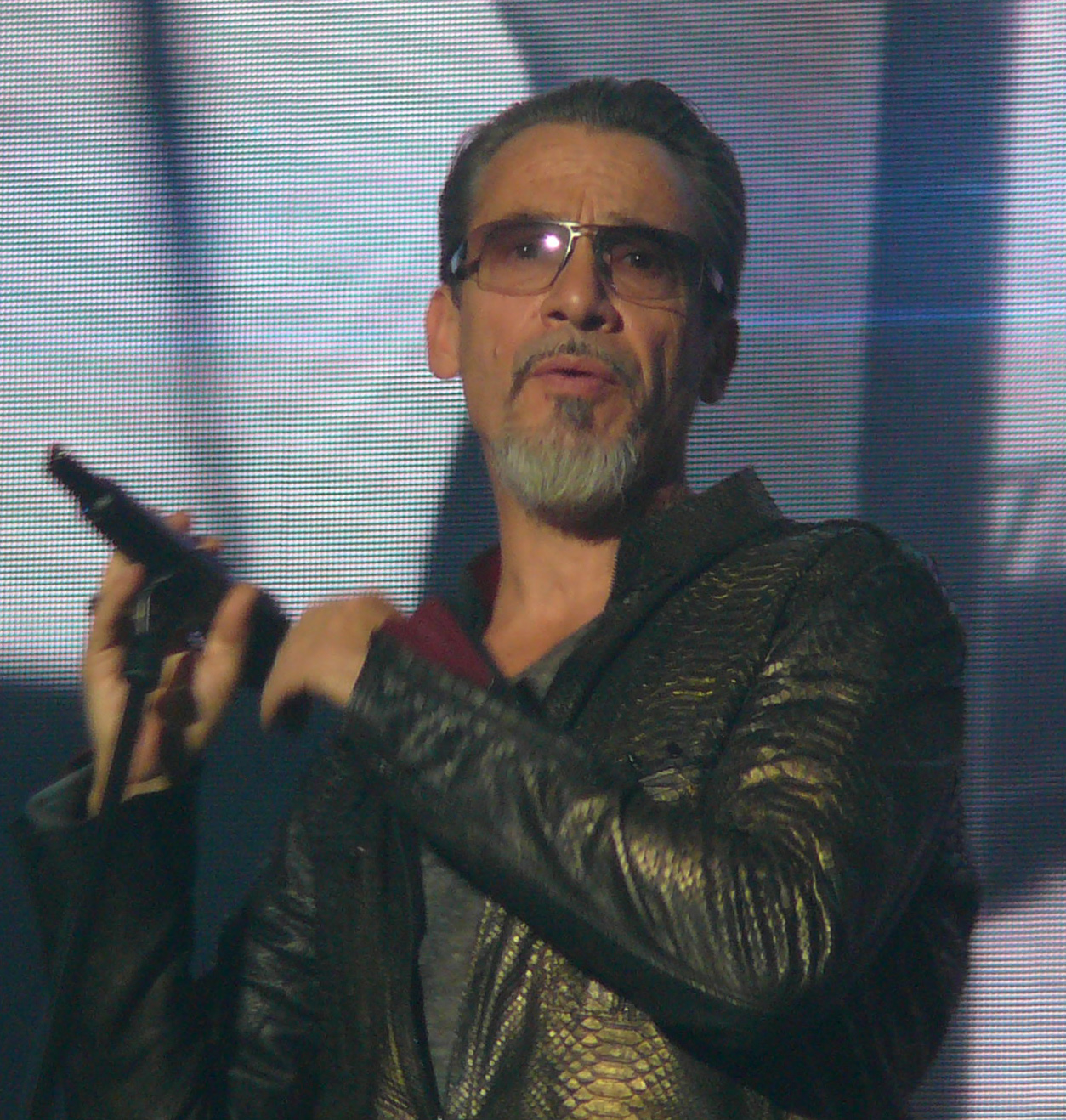
Florent Pagny
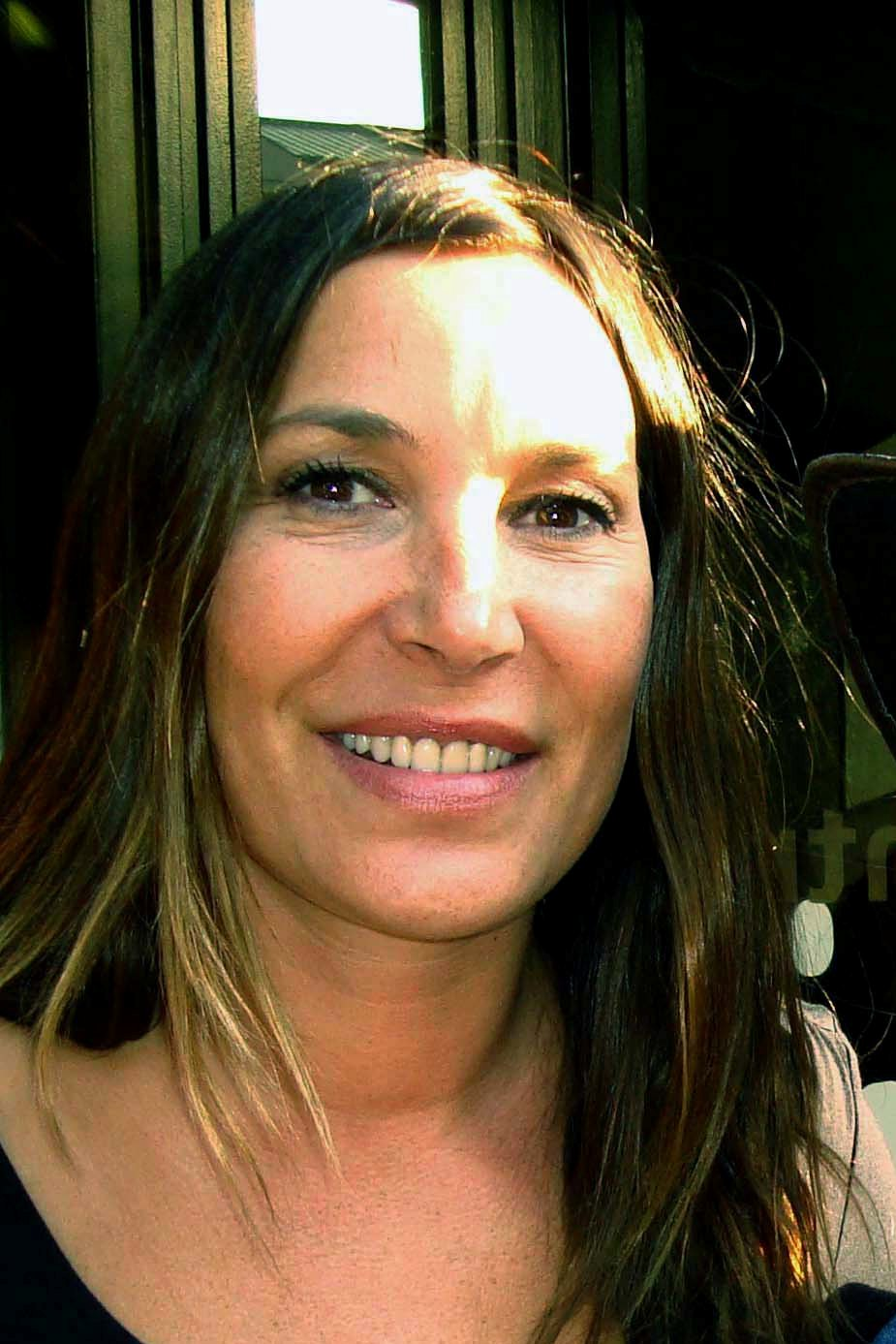
Zazie

- Vainqueur
- Deuxième
- Troisième
- Quatrième
- Volé(e) aux Épreuves Ultimes
- Volé(e) aux Battles

| Étapes                        | #  | Florent Pagny            | Mika                 | Zazie           | Garou                |
| ----------------------------- | -- | ------------------------ | -------------------- | --------------- | -------------------- |
| Finalistes                    | 1  | Slimane                  | MB14                 | Clément Verzi   | Antoine Galey        |
| Éliminés aux directs          | 2  | Amandine Rapin           | Arcadian             | Sol             | Anahy                |
| Éliminés aux directs          | 3  | Lucyl Cruz               | Gabriella Laberge    | Léna Woods      | Alexandre Carcelen   |
| Éliminés aux directs          | 4  | Ana Ka                   | Tamara Weber-Fillion | Philippine      | Mood                 |
| Éliminés aux Épreuves ultimes | 5  | Philippine               | Mirella Toussaint    | Mood            | Ana Ka               |
| Éliminés aux Épreuves ultimes | 6  | Angy                     | Grannhild            | MB14            | Jessie-Lee Houiller  |
| Éliminés aux Épreuves ultimes | 7  | Laurent-Pierre Lecordier | Louisa Rose          | Jessanna Nemitz | Luna Ginestet        |
| Éliminés aux Épreuves ultimes | 8  | Lica De Guzman           | Mélodie Pastor       | Julie Moralles  | Lola Baï             |
| Éliminés aux Épreuves ultimes | 9  | Haylen                   | Sweem                | Lukas K. Abdul  | Marc Hatem           |
| Éliminés aux Épreuves ultimes | 10 | Isa Koper                | Louis Jelmini        | Antoine Conde   | Derya Yildrim        |
| Éliminés aux Battles          | 11 | Mirella Toussaint        | Thibault Maillefer   | Haylen          | Jessanna Nemitz      |
| Éliminés aux Battles          | 12 | Lyn                      | Kora Jamson          | Derya Yildrim   | Clyde Rabatel-Zapata |
| Éliminés aux Battles          | 13 | Francesca Rodriguez      | Virginie Schaffer    | Sofiane         | Akasha               |
| Éliminés aux Battles          | 14 | Mary Ann                 | Émilie Burget        | Jérémie Clamme  | Oma Jali             |
| Éliminés aux Battles          | 15 | Claudio Capéo            | Nick Mallen          | Araz Taman      | Beehann              |
| Éliminés aux Battles          | 16 | François Micheletto      | Dana                 | Axel Adou       | Louyena              |
| Éliminés aux Battles          | 17 | Alcidia Accao Farias     | Sacha Perez          | Sam             | Réphaël Logan        |
| Éliminés aux Battles          | 18 | Khady Ba                 | Mauranne             | Twins Phœnix    | Hadrien Collin       |
| Éliminés aux Battles          | 19 |                          | Ilowna Basselier     |                 |                      |

## Déroulement de la saison

### Les auditions à l'aveugle
Le principe est, pour les quatre coachs, de choisir les meilleurs candidats présélectionnés par la production. Un casting sauvage a préalablement été organisé à la recherche de candidats venus de la comédie musicale plutôt que de la télévision. Lors des prestations de chaque candidat, chaque juré et futur coach est assis dans un fauteuil, dos à la scène et face au public, et écoute la voix du candidat sans le voir (d'où le terme « auditions à l'aveugle ») : lorsqu'il estime qu'il est en présence d'un candidant, le juré appuie sur un buzzer devant lui, qui fait alors se retourner son fauteuil face au candidat. Cela signifie que le juré, qui découvre enfin physiquement le candidat, est prêt à coacher le candidat et le veut dans son équipe. Si le juré est seul à s'être retourné, alors le candidat va par défaut dans son équipe. Par contre, si plusieurs jurés se retournent, c'est au candidat de choisir quel coach il veut rejoindre.
Les auditions à l'aveugle ont été tournées à partir du 9 novembre 2015.
Légende :
- ✔️ : Le coach a buzzé (« Je vous veux »)
- Le candidat est dans l'équipe du coach qui l'a buzzé (s'il est le seul à avoir buzzé)
- Le candidat rejoint l’équipe du coach (dans le cas où ils sont plusieurs à avoir buzzé)
- Le candidat est éliminé

#### Épisode 1: les auditions à l'aveugle
Le premier épisode a été diffusé le 30 janvier 2016 à 20 h 55.
Les coachs interprètent Viva la Vida de Coldplay.
| Ordre | Candidat (âge - localisation)                                              | Chanson                                                 | Choix des coachs et des candidats | Choix des coachs et des candidats | Choix des coachs et des candidats | Choix des coachs et des candidats |
| Ordre | Candidat (âge - localisation)                                              | Chanson                                                 | Florent                           | Mika                              | Zazie                             | Garou                             |
| ----- | -------------------------------------------------------------------------- | ------------------------------------------------------- | --------------------------------- | --------------------------------- | --------------------------------- | --------------------------------- |
| 1     | Lucyl Cruz (24 ans - Argenteuil)                                           | Hello - Adele                                           | ✔️                                | ✔️                                | ✔️                                | ✔️                                |
| 2     | Ilona (18 ans - Saintes)                                                   | Comme toi - Jean-Jacques Goldman                        | —                                 | —                                 | —                                 | —                                 |
| 3     | Antoine (16 ans - Châteauneuf-Grasse)                                      | Boys Don't Cry - The Cure                               | ✔️                                | ✔️                                | ✔️                                | ✔️                                |
| 4     | Luna Ginestet (17 ans - Agen)                                              | Battez-vous - Brigitte                                  | ✔️                                | —                                 | —                                 | ✔️                                |
| 5     | Gabriella Laberge (22 ans - Montréal)                                      | The Scientist - Coldplay                                | ✔️                                | ✔️                                | ✔️                                | ✔️                                |
| 6     | Mickaëlle (22 ans - Paris)                                                 | Uptown Funk - Mark Ronson feat. Bruno Mars              | —                                 | —                                 | —                                 | —                                 |
| 7     | Réphaël Logan (24 ans - Nancy)                                             | Ain't No Sunshine - Bill Withers                        | ✔️                                | ✔️                                | ✔️                                | ✔️                                |
| 8     | Mood (Maud Trutet, 30 ans - Nantes)                                        | Je suis un homme - Zazie                                | ✔️                                | —                                 | ✔️                                | ✔️                                |
| 9     | Angy (26 ans - Toulon)                                                     | At Last - Etta James                                    | ✔️                                | —                                 | —                                 | —                                 |
| 10    | Sol (Samy Defosse, 29 ans - Dijon)                                         | Crazy - Gnarls Barkley                                  | ✔️                                | ✔️                                | ✔️                                | ✔️                                |
| 11    | Rhéa (18 ans - Liban)                                                      | Caravane - Raphaël                                      | —                                 | —                                 | —                                 | —                                 |
| 12    | Lyn (Charlène Gervais, 29 ans - Rouen)                                     | FourFiveSeconds - Rihanna, Paul McCartney et Kanye West | ✔️                                | —                                 | —                                 | ✔️                                |
| 13    | Arcadian (Florentin, Yoann et Jérôme, 22, 22 et 21 ans - Rouen / Tavannes) | Carmen - Stromae                                        | ✔️                                | ✔️                                | —                                 | —                                 |

#### Épisode 2: les auditions à l'aveugle
Le deuxième épisode a été diffusé le 6 février 2016 à 20 h 55.
| Ordre | Candidat (âge - localisation)                     | Chanson                               | Choix des coachs et des candidats | Choix des coachs et des candidats | Choix des coachs et des candidats | Choix des coachs et des candidats |
| Ordre | Candidat (âge - localisation)                     | Chanson                               | Florent                           | Mika                              | Zazie                             | Garou                             |
| ----- | ------------------------------------------------- | ------------------------------------- | --------------------------------- | --------------------------------- | --------------------------------- | --------------------------------- |
| 1     | Ilowna Basselier (18 ans - Fontenay-sous-Bois)    | Lay Me Down - Sam Smith               | ✔️                                | ✔️                                | —                                 | ✔️                                |
| 2     | Beehann (31 ans - Noisy-le-Grand)                 | Think - Aretha Franklin               | ✔️                                | ✔️                                | —                                 | ✔️                                |
| 3     | Slimane Nebchi (26 ans - Les Lilas)               | À fleur de toi - Vitaa                | ✔️                                | ✔️                                | ✔️                                | ✔️                                |
| 4     | Laureen (25 ans - Les Milles)                     | All About That Bass - Meghan Trainor  | —                                 | —                                 | —                                 | —                                 |
| 5     | Léna Woods (27 ans - Bois-Guillaume)              | Halo - Beyoncé                        | ✔️                                | ✔️                                | ✔️                                | ✔️                                |
| 6     | Louis Jelmini (19 ans - Cernay-la-Ville)          | Avant toi - Calogero                  | ✔️                                | ✔️                                | —                                 | —                                 |
| 7     | Adelice Bijotat (18 ans - Alata)                  | Hold Back the River - James Bay       | —                                 | —                                 | —                                 | —                                 |
| 8     | Ana Ka (Anaïs Dupont, 27 ans - Pontault Combault) | Heavy Cross - Gossip                  | ✔️                                | ✔️                                | ✔️                                | ✔️                                |
| 9     | Yoann Casanova (22 ans - Biguglia)                | Amsterdam - Jacques Brel              | —                                 | —                                 | —                                 | —                                 |
| 10    | Araz Taman (25 ans - Toulouse)                    | Wicked Game - Chris Isaak             | ✔️                                | ✔️                                | ✔️                                | ✔️                                |
| 11    | Alcidia Accao Farias (33 ans - Reims)             | Prière païenne - Céline Dion          | ✔️                                | —                                 | —                                 | —                                 |
| 12    | Sweem (Clément Bighelli, 29 ans - Paris)          | Big Jet Plane - Angus and Julia Stone | —                                 | ✔️                                | ✔️                                | —                                 |

#### Épisode 3: les auditions à l'aveugle
Le troisième épisode a été diffusé le 13 février 2016 à 20 h 55.
| Ordre | Candidat (âge - localisation)                                           | Chanson                          | Choix des coachs et des candidats | Choix des coachs et des candidats | Choix des coachs et des candidats | Choix des coachs et des candidats |
| Ordre | Candidat (âge - localisation)                                           | Chanson                          | Florent                           | Mika                              | Zazie                             | Garou                             |
| ----- | ----------------------------------------------------------------------- | -------------------------------- | --------------------------------- | --------------------------------- | --------------------------------- | --------------------------------- |
| 1     | Isa Koper (31 ans - Vincennes)                                          | Georgia on My Mind - Ray Charles | ✔️                                | ✔️                                | —                                 | ✔️                                |
| 2     | Mel Sugar (Melissa - 21 ans - Gonesse)                                  | No One - Alicia Keys             | —                                 | —                                 | —                                 | —                                 |
| 3     | Clément Verzi (35 ans - Paris)                                          | Je te promets - Johnny Hallyday  | ✔️                                | ✔️                                | ✔️                                | ✔️                                |
| 4     | Louyena (Roxane Le Texier / Sébastien Agius - 24 ans et 32 ans - Paris) | Waiting for Love - Avicii        | —                                 | ✔️                                | —                                 | ✔️                                |
| 5     | Kora Jamson (23 ans - Bezons)                                           | Roxanne - The Police             | ✔️                                | ✔️                                | ✔️                                | ✔️                                |
| 6     | Ben (26 ans - Tunis)                                                    | Thinking Out Loud - Ed Sheeran   | —                                 | —                                 | —                                 | —                                 |
| 7     | Sam (Samantha Ferrando - 37 ans - Périgueux)                            | Utile - Julien Clerc             | ✔️                                | —                                 | ✔️                                | —                                 |
| 8     | Amandine Rapin (24 ans - Chavornay)                                     | Habits (Stay High) - Tove Lo     | ✔️                                | ✔️                                | ✔️                                | ✔️                                |
| 9     | Claudio Capéo (30 ans - Steinbach)                                      | Chez Laurette - Michel Delpech   | ✔️                                | —                                 | —                                 | —                                 |
| 10    | Agathe (19 ans - Paris)                                                 | Je vais t'aimer - Michel Sardou  | —                                 | —                                 | —                                 | —                                 |
| 11    | Corentin Callonnec (29 ans - Toulouse)                                  | Creep - Radiohead                | —                                 | —                                 | —                                 | —                                 |
| 12    | Anahy (25 ans - Genève)                                                 | Parle-moi - Isabelle Boulay      | ✔️                                | ✔️                                | —                                 | ✔️                                |
| 13    | Émilie Burget (24 ans - Leytron)                                        | Chandelier - Sia                 | ✔️                                | ✔️                                | —                                 | ✔️                                |

#### Épisode 4: les auditions à l'aveugle
Le quatrième épisode a été diffusé le 20 février 2016 à 20 h 55.
| Ordre | Candidat (âge - localisation)                | Chanson                                      | Choix des coachs et des candidats | Choix des coachs et des candidats | Choix des coachs et des candidats | Choix des coachs et des candidats |
| Ordre | Candidat (âge - localisation)                | Chanson                                      | Florent                           | Mika                              | Zazie                             | Garou                             |
| ----- | -------------------------------------------- | -------------------------------------------- | --------------------------------- | --------------------------------- | --------------------------------- | --------------------------------- |
| 1     | Akasha (Alexia Kerefoff, 22 ans - Calenzana) | Bang Bang - Cher                             | ✔️                                | —                                 | —                                 | ✔️                                |
| 2     | Alexandre Carcelen (20 ans - Paris)          | Hallelujah - Leonard Cohen                   | ✔️                                | ✔️                                | ✔️                                | ✔️                                |
| 3     | François Micheletto (36 ans - Chypre)        | With or Without You - U2                     | ✔️                                | —                                 | —                                 | —                                 |
| 4     | Lisa Mary (16 ans - Calvisson)               | Paris-Seychelles - Julien Doré               | —                                 | —                                 | —                                 | —                                 |
| 5     | Mauranne (25 ans - Nîmes)                    | Lean On - Major Lazer & DJ Snake (feat. MØ)  | ✔️                                | ✔️                                | ✔️                                | ✔️                                |
| 6     | Naomie (28 ans - Saint Ouen)                 | Hava Nagila - Chant traditionnel hébreu      | —                                 | —                                 | —                                 | —                                 |
| 7     | Antoine Conde (18 ans - Champcueil)          | Another Love - Tom Odell                     | ✔️                                | ✔️                                | ✔️                                | —                                 |
| 8     | Khady Ba (21 ans - Mantes-la-Jolie)          | It's a Man's Man's Man's World - James Brown | ✔️                                | —                                 | —                                 | ✔️                                |
| 9     | MB14 (Mohamed Belkhir, 21 ans - Amiens)      | Gangsta's Paradise - Coolio                  | —                                 | ✔️                                | ✔️                                | ✔️                                |
| 10    | Delphine Mailland (57 ans - Allauch)         | Nantes - Barbara                             | —                                 | —                                 | —                                 | —                                 |
| 11    | Tamara Weber-Fillion (24 ans - Montréal)     | Knockin' on Heaven's Door - Bob Dylan        | ✔️                                | ✔️                                | ✔️                                | ✔️                                |
| 12    | Clyde Rabatel-Zapata (24 ans - Wissous)      | Let's Get It On - Marvin Gaye                | —                                 | —                                 | —                                 | ✔️                                |

#### Épisode 5: les auditions à l'aveugle
Le cinquième épisode a été diffusé le 27 février 2016 à 20 h 55.
| Ordre | Candidat (âge - localisation)                      | Chanson                                    | Choix des coachs et des candidats | Choix des coachs et des candidats | Choix des coachs et des candidats | Choix des coachs et des candidats |
| Ordre | Candidat (âge - localisation)                      | Chanson                                    | Florent                           | Mika                              | Zazie                             | Garou                             |
| ----- | -------------------------------------------------- | ------------------------------------------ | --------------------------------- | --------------------------------- | --------------------------------- | --------------------------------- |
| 1     | Maag (30 ans - Paris)                              | Stop! - Sam Brown                          | —                                 | —                                 | —                                 | —                                 |
| 2     | Hadrien Collin (21 ans - Flémalle)                 | Pas là - Vianney                           | —                                 | ✔️                                | ✔️                                | ✔️                                |
| 3     | Mélodie Pastor (27 ans - Montpellier)              | Piece of My Heart - Janis Joplin           | ✔️                                | ✔️                                | —                                 | ✔️                                |
| 4     | Philippine (20 ans - Le Havre)                     | The Sound of Silence - Simon and Garfunkel | ✔️                                | ✔️                                | ✔️                                | ✔️                                |
| 5     | Lukas K. Abdul (22 ans - Sannois)                  | Les Mots bleus - Christophe                | ✔️                                | —                                 | ✔️                                | —                                 |
| 6     | Romain Mackenzie (27 ans - Toulouse)               | Stole the Show - Kygo                      | —                                 | —                                 | —                                 | —                                 |
| 7     | Julie Moralles (27 ans - Tours)                    | Enjoy the Silence - Depeche Mode           | ✔️                                | ✔️                                | ✔️                                | ✔️                                |
| 8     | Lola Baï (34 ans - Sillé-le-Philippe)              | To France - Mike Oldfield                  | ✔️                                | —                                 | ✔️                                | ✔️                                |
| 9     | Aurel (23 ans)                                     | Je m'appelle Bagdad - Tina Arena           | —                                 | —                                 | —                                 | —                                 |
| 10    | Mirella Toussaint (28 ans - Paris)                 | Homeless - Marina Kaye                     | ✔️                                | —                                 | —                                 | —                                 |
| 11    | Louisa Rose (16 ans - Opio)                        | Wicked Game - Chris Isaak                  | ✔️                                | ✔️                                | ✔️                                | ✔️                                |
| 12    | Nicolay Sanson (18 ans - Montainville)             | La Bombe humaine - Téléphone               | —                                 | —                                 | —                                 | —                                 |
| 13    | Dana (Nathalie Bonacorsi-Viazzo, 31 ans - Peillac) | Divent an Dour - Chant folklorique         | —                                 | ✔️                                | —                                 | —                                 |

#### Épisode 6: les auditions à l'aveugle
Le sixième épisode a été diffusé le 5 mars 2016 à 20 h 55.
| Ordre | Candidat (âge - localisation)                             | Chanson                                       | Choix des coachs et des candidats | Choix des coachs et des candidats | Choix des coachs et des candidats | Choix des coachs et des candidats |
| Ordre | Candidat (âge - localisation)                             | Chanson                                       | Florent                           | Mika                              | Zazie                             | Garou                             |
| ----- | --------------------------------------------------------- | --------------------------------------------- | --------------------------------- | --------------------------------- | --------------------------------- | --------------------------------- |
| 1     | Twins Phoenix (Hilal & Ismaël - 27 ans - Saint Ouen)      | Hey Mama - David Guetta et Nicki Minaj        | ✔️                                | —                                 | ✔️                                | —                                 |
| 2     | Derya Yildirim (19 ans - Strasbourg)                      | Paradis perdus - Christine and the Queens     | ✔️                                | ✔️                                | ✔️                                | ✔️                                |
| 3     | Stella (31 ans - Paris)                                   | California Dreamin' - The Mamas and the Papas | —                                 | —                                 | —                                 | —                                 |
| 4     | Laurent-Pierre Lecordier (20 ans - Villepinte)            | Toi et moi - Guillaume Grand                  | ✔️                                | —                                 | —                                 | —                                 |
| 5     | Haylen Namvarazad (Hélène Namvarazad, 27 ans - Montreuil) | Something's Got a Hold on Me - Etta James     | ✔️                                | ✔️                                | ✔️                                | ✔️                                |
| 6     | Fabien (30 ans - Aix-en-Provence)                         | Colder Weather - Zac Brown Band               | —                                 | —                                 | —                                 | —                                 |
| 7     | Virginie Schaeffer (41 ans - Strasbourg)                  | Black Horse and the Cherry Tree - KT Tunstall | ✔️                                | ✔️                                | —                                 | ✔️                                |
| 8     | Sofiane (26 ans - Émerainville)                           | Comme un fils - Corneille                     | —                                 | —                                 | ✔️                                | —                                 |
| 9     | Marc Hatem (25 ans - Beyrouth)                            | Take Me to Church - Hozier                    | ✔️                                | ✔️                                | ✔️                                | ✔️                                |
| 10    | Jessanna Nemitz (25 ans - Évilard)                        | Je ne sais pas - Zazie                        | ✔️                                | ✔️                                | —                                 | ✔️                                |
| 11    | Kevin Davy White (20 ans - Londres)                       | Use Somebody - Kings of Leon                  | —                                 | —                                 | —                                 | —                                 |
| 12    | Mary Ann (24 ans - Paris)                                 | Every Breath You Take - The Police            | ✔️                                | ✔️                                | —                                 | —                                 |
| 13    | Nick Mallen (21 ans - Paris)                              | Hello - Adele                                 | —                                 | ✔️                                | —                                 | —                                 |

#### Épisode 7: les auditions à l'aveugle
Le septième épisode a été diffusé le 12 mars 2016 à 20 h 55.
| Ordre | Candidat (âge - localisation)                  | Chanson                             | Choix des coachs et des candidats | Choix des coachs et des candidats | Choix des coachs et des candidats | Choix des coachs et des candidats |
| Ordre | Candidat (âge - localisation)                  | Chanson                             | Florent                           | Mika                              | Zazie                             | Garou                             |
| ----- | ---------------------------------------------- | ----------------------------------- | --------------------------------- | --------------------------------- | --------------------------------- | --------------------------------- |
| 1     | Lica De Guzman (18 ans - Genève)               | My All - Mariah Carey               | ✔️                                | ✔️                                | ✔️                                | ✔️                                |
| 2     | Weelye (34 ans - Clichy)                       | La Femme chocolat - Olivia Ruiz     | —                                 | —                                 | —                                 | —                                 |
| 3     | Grannhild (Anthony Drouot, 30 ans - Marseille) | No Surprises - Radiohead            | ✔️                                | ✔️                                | ✔️                                | ✔️                                |
| 4     | Sacha Perez (17 ans - Charenton-le-Pont)       | Little Things - One Direction       | —                                 | ✔️                                | —                                 | —                                 |
| 5     | Raphaël Perez (20 ans - Charenton-le-Pont)     | This Love - Maroon 5                | —                                 | —                                 | —                                 | —                                 |
| 6     | Francesca Rodriguez (21 ans - Marseille)       | Si tu m'aimes - Lara Fabian         | ✔️                                | —                                 | —                                 | —                                 |
| 7     | Oma Jali (28 ans - Franconville)               | Money for Nothing - Dire Straits    | —                                 | ✔️                                | ✔️                                | ✔️                                |
| 8     | Maëva Di Marino (16 ans - Pers-Jussy)          | Adieu - Cœur de pirate              | —                                 | —                                 | —                                 | —                                 |
| 9     | Jessie Lee Houllier (22 ans - Massy-Palaiseau) | Move Over - Janis Joplin            | ✔️                                | ✔️                                | ✔️                                | ✔️                                |
| 10    | Emilie Duval (30 ans - Oberkorn)               | L'amour existe encore - Céline Dion | —                                 | —                                 | —                                 | —                                 |
| 11    | Jérémie Clamme Jonaldes (31 ans - Urschenheim) | Say You'll Be There - Spice Girls   | —                                 | ✔️                                | ✔️                                | ✔️                                |
| 12    | Axel Adou (17 ans - Saint-Leu-la-Forêt)        | Heart of Gold - Neil Young          | —                                 | —                                 | ✔️                                | —                                 |
| 13    | Thibaud Maillefer (20 ans - Epautheyres)       | All I Want - Kodaline               | —                                 | ✔️                                | —                                 | ✔️                                |

### LesBattles
Au sein de leurs équipes, les coachs ont créé des duos de candidats selon leurs registres vocaux pour interpréter une chanson. À chaque prestation de duo, l'un des deux est qualifié pour l'étape suivante (l'Épreuve ultime) par son coach, et l'autre est définitivement éliminé, à moins qu'un autre coach le veuille dans son équipe, grâce à une règle qui peut tout changer : le repêchage. Ainsi, lorsque le coach dont la battle vient d'avoir lieu rend son verdict, les autres coachs ont alors la possibilité de buzzer le candidat éliminé (signifiant « je vous veux »). Comme aux auditions à l'aveugle, si un seul coach buzze le candidat, ce dernier rejoint l'équipe de ce coach. S'ils sont plusieurs coachs à le buzzer, c'est alors le candidat qui choisit le coach qu'il souhaite rejoindre.
Légende : En gras, le candidat repêché par un autre coach.

#### Épisode 8: lesbattles(1)
Le huitième épisode a été diffusé le 19 mars 2016 à 20 h 55.
Les coachs ouvrent le bal avec Emmenez moi de Charles Aznavour
| Ordre | Équipe        | Gagnant(s)        | Chanson                                             | Perdant(s)           | Coach ayant repêché le candidat éliminé |
| ----- | ------------- | ----------------- | --------------------------------------------------- | -------------------- | --------------------------------------- |
| 1     | Florent Pagny | Amandine Rapin    | Only Girl (in the World) - Rihanna                  | Khady Ba             | —                                       |
| 2     | Garou         | Antoine           | Éteins la lumière - Axel Bauer                      | Hadrien Collin       | —                                       |
| 3     | Mika          | Gabriella Laberge | Castle in the Snow - The Avener & Kadebostany       | Ilowna Basselier     | —                                       |
| 4     | Florent Pagny | Isa Koper         | L'Envie - Johnny Hallyday                           | Alcidia Accao Farias | —                                       |
| 5     | Zazie         | Sol               | Purple Rain - Prince and The Revolution             | Haylen               | Florent Pagny                           |
| 6     | Mika          | Arcadian          | Open Season - Josef Salvat                          | Mauranne             | —                                       |
| 7     | Garou         | Luna Ginestet     | Le Paradis blanc - Michel Berger                    | Jessanna Nemitz      | Zazie                                   |
| 8     | Zazie         | Mood              | Saint Claude - Christine and the Queens             | Twins Phoenix        | —                                       |
| 9     | Garou         | Marc Hatem        | Sex on Fire - Kings of Leon                         | Réphael Logan        | —                                       |
| 10    | Mika          | Louis Jelmini     | Je te donne - Jean-Jacques Goldman et Michael Jones | Sacha Perez          | —                                       |

#### Épisode 9: lesbattles(2)
Le neuvième épisode a été diffusé le 26 mars 2016 à 20 h 55.
| Ordre | Équipe        | Gagnant(s)               | Chanson                                   | Perdant(s)          | Coach ayant repêché le candidat éliminé |
| ----- | ------------- | ------------------------ | ----------------------------------------- | ------------------- | --------------------------------------- |
| 1     | Florent Pagny | Slimane Nebchi           | The Show Must Go On - Queen               | François Micheletto | —                                       |
| 2     | Garou         | Lola Baï                 | Encore et encore - Francis Cabrel         | Louyena             | —                                       |
| 3     | Mika          | Grannhild                | Wonderful Life - Black                    | Dana                | —                                       |
| 4     | Garou         | Ana Ka                   | Set Fire to the Rain - Adele              | Beehann             | —                                       |
| 5     | Zazie         | MB14                     | Cry Me a River - Justin Timberlake        | Derya Yildirim      | Garou                                   |
| 6     | Florent Pagny | Laurent-Pierre Lecordier | Mathilde - Jacques Brel                   | Claudio Capéo       | —                                       |
| 7     | Mika          | Tamara Weber-Fillion     | Thinking Out Loud - Ed Sheeran            | Nick Mallen         | —                                       |
| 8     | Zazie         | Lukas K. Abdul           | Dernière Danse - Indila                   | Sam                 | —                                       |
| 9     | Garou         | Jessie-Lee Houiller      | Walk This Way - Aerosmith et Run–DMC      | Oma Jali            | —                                       |
| 10    | Florent Pagny | Philippine               | Paradis perdus - Christine and the Queens | Mary Ann            | —                                       |
| 11    | Zazie         | Antoine Conde            | Jeune et Con - Damien Saez                | Axel Adou           | —                                       |

#### Épisode 10: lesbattles(3)
Le dixième épisode a été diffusé le 2 avril 2016 à 20 h 55.
| Ordre | Équipe        | Gagnant(s)         | Chanson                                | Perdant(s)            | Coach ayant repêché le candidat éliminé |
| ----- | ------------- | ------------------ | -------------------------------------- | --------------------- | --------------------------------------- |
| 1     | Florent Pagny | Lucyl Cruz         | Alive - Sia                            | Francesca Rodriguez   | —                                       |
| 2     | Garou         | Anahy              | Puisque tu pars - Jean-Jacques Goldman | Akasha                | —                                       |
| 3     | Mika          | Sweem              | Somebody That I Used to Know - Gotye   | Émilie Burget         | —                                       |
| 4     | Zazie         | Léna Woods         | What's Up? - 4 Non Blondes             | Araz Taman            | —                                       |
| 5     | Florent Pagny | Lica De Guzman     | Avant toi - Calogero                   | Mirella Toussaint     | Mika                                    |
| 6     | Garou         | Alexandre Carcelen | I'm Still Standing - Elton John        | Clyde Rabatel-Zapatta | —                                       |
| 7     | Mika          | Mélodie Pastor     | Love Me Again - John Newman            | Virginie Schaeffer    | —                                       |
| 7     | Mika          | Mélodie Pastor     | Love Me Again - John Newman            | Kora Jamson           | —                                       |
| 8     | Zazie         | Julie Moralles     | Chanter - Florent Pagny                | Jérémie Clamme        | —                                       |
| 9     | Florent Pagny | Angy               | Rolling in the Deep - Adele            | Lyn                   | —                                       |
| 10    | Mika          | Louisa Rose        | Est-ce que tu m'aimes ? - Maître Gims  | Thibaud Maillefer     | —                                       |
| 11    | Zazie         | Clement Verzi      | I Follow Rivers - Lykke Li             | Sofiane               | —                                       |

#### Bilan desbattles
Candidats retenus après les battles, et qui participeront à l'ultime épreuve avant les shows en direct (en italique, les candidats repêchés d'une autre équipe) :
| Liste des candidats par coach à la fin des battles | Liste des candidats par coach à la fin des battles | Liste des candidats par coach à la fin des battles | Liste des candidats par coach à la fin des battles |
| Florent Pagny                                      | Mika                                               | Zazie                                              | Garou                                              |
| -------------------------------------------------- | -------------------------------------------------- | -------------------------------------------------- | -------------------------------------------------- |
| Amandine Rapin                                     | Gabriella Laberge                                  | Sol                                                | Antoine                                            |
| Isa Koper                                          | Arcadian                                           | Mood                                               | Luna Ginestet                                      |
| Slimane Nebchi                                     | Louis Jelmini                                      | MB14                                               | Marc Hatem                                         |
| Laurent-Pierre Lecordier                           | Grannhild                                          | Lukas K. Abdul                                     | Lola Baï                                           |
| Philippine                                         | Tamara Weber-Fillion                               | Antoine Conde                                      | Ana Ka                                             |
| Lucyl Cruz                                         | Sweem                                              | Léna Woods                                         | Jessie-Lee Houiller                                |
| Lica De Guzman                                     | Mélodie Pastor                                     | Julie Moralles                                     | Anahy                                              |
| Angy                                               | Louisa Rose                                        | Clément Verzi                                      | Alexandre Carcelen                                 |
| Haylen (Zazie)                                     | Mirella Toussaint (Florent Pagny)                  | Jessanna Nemitz (Garou)                            | Derya Yildirim (Zazie)                             |

### L'Épreuve ultime
À l'issue des battles, chaque coach dispose de 9 candidats. Au sein de leurs équipes respectives, les coachs choisissent un trio de candidats, selon leurs registres vocaux, pour interpréter chacun une chanson de leur choix. À chaque prestation de trio, un des trois candidats est qualifié par son coach pour les lives, les deux autres candidats sont définitivement éliminés à moins qu'un coach choisisse de repêcher (ou « voler ») l'un des deux candidats éliminés. À l'issue de ces deux soirées, chaque équipe sera ainsi constituée de quatre candidats, trois qualifiés grâce à leur victoire et un dernier repêché d'une autre équipe.

#### Épisode 11:L'Épreuve ultime(1)
Le onzième épisode a été diffusé le 9 avril 2016 à 20 h 55.
| Ordre | Coach         | Candidat                 | Chanson                          | Résultat  | Coach ayant repêché le candidat éliminé |
| ----- | ------------- | ------------------------ | -------------------------------- | --------- | --------------------------------------- |
| 1     | Florent Pagny | Isa Koper                | Wrecking Ball - Miley Cyrus      | Éliminée  | —                                       |
| 2     | Florent Pagny | Lucyl Cruz               | Ne me quitte pas - Jacques Brel  | Qualifiée | —                                       |
| 3     | Florent Pagny | Haylen                   | Glory Box - Portishead           | Éliminée  | —                                       |
|       | Florent Pagny |                          |                                  |           |                                         |
| 4     | Florent Pagny | Slimane Nebchi           | Formidable - Stromae             | Qualifié  | —                                       |
| 5     | Florent Pagny | Lica De Guzman           | Elastic Heart - Sia              | Éliminée  | —                                       |
| 6     | Florent Pagny | Laurent-Pierre Lecordier | When I Was Your Man - Bruno Mars | Éliminé   | —                                       |
|       | Florent Pagny |                          |                                  |           |                                         |
| 7     | Florent Pagny | Philippine               | Hometown Glory - Adele           | Volée     | Zazie                                   |
| 8     | Florent Pagny | Amandine Rapin           | Besoin d'amour - France Gall     | Qualifiée | —                                       |
| 9     | Florent Pagny | Angy                     | Amoureuse - Véronique Sanson     | Éliminée  | —                                       |
|       |               |                          |                                  |           |                                         |
| 10    | Zazie         | Léna Woods               | La nuit je mens - Alain Bashung  | Qualifiée | —                                       |
| 11    | Zazie         | Antoine Conde            | Stole the Show - Kygo            | Éliminée  | —                                       |
| 12    | Zazie         | MB14                     | Quand c'est ? - Stromae          | Volé      | Mika, Garou                             |
|       | Zazie         |                          |                                  |           |                                         |
| 13    | Zazie         | Lukas K. Abdul           | Sorry - Justin Bieber            | Éliminé   | —                                       |
| 14    | Zazie         | Sol                      | Des armes - Léo Ferré            | Qualifié  | —                                       |
| 15    | Zazie         | Mood                     | Strong - London Grammar          | Volée     | Garou                                   |
|       | Zazie         |                          |                                  |           |                                         |
| 16    | Zazie         | Julie Moralles           | Instant Crush - Daft Punk        | Éliminée  | —                                       |
| 17    | Zazie         | Clément Verzi            | Maman - Louane                   | Qualifié  | —                                       |
| 18    | Zazie         | Jessanna Nemitz          | Radioactive - Imagine Dragons    | Éliminée  | —                                       |

#### Épisode 12:L'Épreuve ultime(2)
Le douzième épisode a été diffusé le 16 avril 2016 à 20 h 55.
| Ordre | Coach | Candidat             | Chanson                                      | Résultat  | Coach ayant repêché le candidat éliminé |
| ----- | ----- | -------------------- | -------------------------------------------- | --------- | --------------------------------------- |
| 1     | Garou | Antoine              | Heroes - David Bowie                         | Qualifié  | —                                       |
| 2     | Garou | Derya Yildirim       | Là-bas - Jean-Jacques Goldman et Sirima      | Éliminée  | —                                       |
| 3     | Garou | Marc Hatem           | Hymne à l'amour - Édith Piaf                 | Éliminé   | —                                       |
|       | Garou |                      |                                              |           |                                         |
| 4     | Garou | Lola Baï             | Take on Me - A-ha                            | Éliminée  | —                                       |
| 5     | Garou | Alexandre Carcelen   | Goodbye Marylou - Michel Polnareff           | Qualifié  | —                                       |
| 6     | Garou | Luna Ginestet        | All in You - Synapson et Anna Kova           | Éliminée  | —                                       |
|       | Garou |                      |                                              |           |                                         |
| 7     | Garou | Anahy                | I Will Always Love You - Whitney Houston     | Qualifiée | —                                       |
| 8     | Garou | Jessie-Lee Houiller  | I Just Want to Make Love to You - Etta James | Éliminée  | —                                       |
| 9     | Garou | Ana Ka               | N'importe quoi - Florent Pagny               | Volée     | Florent Pagny                           |
|       |       |                      |                                              |           |                                         |
| 10    | Mika  | Arcadian             | We Are Young - Fun et Janelle Monáe          | Qualifiés | —                                       |
| 11    | Mika  | Louis Jelmini        | Still Loving You - Scorpions                 | Éliminé   | —                                       |
| 12    | Mika  | Sweem                | Élisa - Serge Gainsbourg                     | Éliminé   | —                                       |
|       | Mika  |                      |                                              |           |                                         |
| 13    | Mika  | Tamara Weber-Fillion | Riptide - Vance Joy                          | Qualifiée | —                                       |
| 14    | Mika  | Mélodie Pastor       | Où sont les femmes ? - Patrick Juvet         | Éliminée  | —                                       |
| 15    | Mika  | Louisa Rose          | 1234 - Feist                                 | Éliminée  | —                                       |
|       | Mika  |                      |                                              |           |                                         |
| 16    | Mika  | Grannhild            | Voyage, Voyage - Desireless                  | Éliminé   | —                                       |
| 17    | Mika  | Mirella Toussaint    | Titanium - David Guetta et Sia               | Éliminée  | —                                       |
| 18    | Mika  | Gabriella Laberge    | Fais-moi une place - Julien Clerc            | Qualifiée | —                                       |

#### Bilan de l'Épreuve ultime
Candidats retenus après l'Épreuve ultime et qui vont participer aux primes en direct (en italique, les candidats repêchés d'une autre équipe) :
| Qualifiés à l'issue de l'Épreuve ultime | Qualifiés à l'issue de l'Épreuve ultime | Qualifiés à l'issue de l'Épreuve ultime | Qualifiés à l'issue de l'Épreuve ultime |
| Florent Pagny                           | Mika                                    | Zazie                                   | Garou                                   |
| --------------------------------------- | --------------------------------------- | --------------------------------------- | --------------------------------------- |
| Lucyl Cruz                              | Arcadian                                | Léna Woods                              | Antoine                                 |
| Slimane Nebchi                          | Tamara Weber-Fillion                    | Sol                                     | Alexandre Carcelen                      |
| Amandine Rapin                          | Gabriella Laberge                       | Clément Verzi                           | Anahy                                   |
| Ana Ka (Garou)                          | MB14 (Zazie)                            | Philippine (Florent Pagny)              | Mood (Zazie)                            |

### LesPrimes
Il ne reste plus que 16 candidats en lice : 4 dans chaque équipe. À chaque prime, un candidat de chaque équipe va quitter l'aventure.
Légende :
- Candidat(e) sauvé(e) par le public
- Candidat(e) sauvé(e) par son coach
- Candidat(e) éliminé(e)

#### Épisode 13:Prime1
Les coachs débutent ce premier prime en interprétant Kiss en hommage à Prince mort dans la semaine.
| Ordre | Coach         | Candidat             | Chanson                                               | Résultat              |
| ----- | ------------- | -------------------- | ----------------------------------------------------- | --------------------- |
| 1     | Florent Pagny | Lucyl Cruz           | Je sais pas - Céline Dion                             | Sauvée par son coach  |
| 2     | Florent Pagny | Ana Ka               | Domino - Jessie J                                     | Éliminée              |
| 3     | Florent Pagny | Slimane Nebchi       | Back to Black - Amy Winehouse                         | Sauvé par le public   |
| 4     | Florent Pagny | Amandine Rapin       | Stop! - Sam Brown                                     | Sauvée par le public  |
| 5     | Zazie         | Sol                  | People Help the People - Cherry Ghost/Birdy           | Sauvé par son coach   |
| 6     | Zazie         | Philippine           | Qui de nous deux ? - Matthieu Chedid                  | Éliminée              |
| 7     | Zazie         | Léna Woods           | Proud Mary - Creedence Clearwater Revival/Tina Turner | Sauvée par le public  |
| 8     | Zazie         | Clément Verzi        | Elle est d'ailleurs - Pierre Bachelet                 | Sauvé par le public   |
| 9     | Mika          | Arcadian             | Sapés comme jamais - Maître Gims                      | Sauvés par leur coach |
| 10    | Mika          | Tamara Weber-Fillion | Les Poèmes de Michelle - Teri Moïse                   | Éliminée              |
| 11    | Mika          | Gabriella Laberge    | Stressed Out - Twenty One Pilots                      | Sauvée par le public  |
| 12    | Mika          | MB14                 | Teardrop - Massive Attack                             | Sauvé par le public   |
| 13    | Garou         | Antoine              | Casser la voix - Patrick Bruel                        | Sauvé par le public   |
| 14    | Garou         | Mood                 | Frozen - Madonna                                      | Éliminée              |
| 15    | Garou         | Alexandre Carcelen   | Soul Man - Sam & Dave                                 | Sauvé par son coach   |
| 16    | Garou         | Anahy                | Nothing Compares 2 U - Prince/Sinéad O'Connor         | Sauvée par le public  |

#### Épisode 14:Prime2 (quarts-de-finale)
Les coachs ouvrent le prime en interprétant Sweet Dreams d'Eurythmics.
| Ordre | Coach         | Candidat           | Chanson                                                    | Résultat              |
| ----- | ------------- | ------------------ | ---------------------------------------------------------- | --------------------- |
| 1     | Zazie         | Sol                | Ma gueule - Johnny Hallyday                                | Sauvé par son coach   |
| 2     | Zazie         | Clément Verzi      | You Are So Beautiful - Joe Cocker                          | Sauvé par le public   |
| 3     | Zazie         | Léna Woods         | Lettre à France - Michel Polnareff                         | Éliminée              |
| 4     | Mika          | Gabriella Laberge  | Aussi libre que moi - Calogero                             | Éliminée              |
| 5     | Mika          | Arcadian           | Say Something - A Great Big World feat. Christina Aguilera | Sauvés par leur coach |
| 6     | Mika          | MB14               | Bohemian Rhapsody - Queen                                  | Sauvé par le public   |
| 7     | Garou         | Antoine Galey      | Sympathy for the Devil - The Rolling Stones                | Sauvé par son coach   |
| 8     | Garou         | Alexandre Carcelen | Être à la hauteur - Emmanuel Moire                         | Éliminé               |
| 9     | Garou         | Anahy              | Say It Ain't So, Joe - Murray Head                         | Sauvée par le public  |
| 10    | Florent Pagny | Amandine Rapin     | Cheap Thrills - Sia                                        | Sauvée par son coach  |
| 11    | Florent Pagny | Slimane Nebchi     | Les Yeux de la mama - Kendji Girac                         | Sauvé par le public   |
| 12    | Florent Pagny | Lucyl Cruz         | Man in the Mirror - Michael Jackson                        | Éliminée              |

#### Épisode 15:Prime3 (demi-finale)
Le quinzième épisode a été diffusé le 7 mai 2016 à 20 h 55.
Il ne reste plus que 8 candidats (2 par équipe). Dans chaque équipe, un candidat est sauvé et le second est éliminé. Le vote du public compte pour 2/3 et la note attribuée par le coach compte donc pour 1/3 du résultat final.
Les coachs ouvrent la demi-finale en interprétant Temps à Nouveau de Jean-Louis Aubert[réf. nécessaire].
| Ordre | Coach         | Candidat       | Chanson                                             | Résultat du public /100 | Résultat des coachs /50 | Total /150 | Résultat |
| ----- | ------------- | -------------- | --------------------------------------------------- | ----------------------- | ----------------------- | ---------- | -------- |
| 1     | Florent Pagny | Slimane Nebchi | I Feel Good - James Brown                           | 52,6                    | 24                      | 76,6       | Qualifié |
| 2     | Florent Pagny | Amandine       | D'aventures en aventures - Serge Lama               | 47,4                    | 26                      | 73,4       | Éliminée |
|       | Florent Pagny | Duo            | Ain't Nobody - Felix Jaehn feat. Jasmine Thompson   | —                       | —                       | —          | —        |
| 3     | Mika          | MB14           | Take Me to Church - Hozier                          | 78,8                    | 27                      | 105,8      | Qualifié |
| 4     | Mika          | Arcadian       | Love Yourself - Justin Bieber                       | 21,2                    | 23                      | 44,2       | Éliminés |
|       | Mika          | Duo            | Tous les mêmes - Stromae                            | —                       | —                       | —          | —        |
| 5     | Zazie         | Sol            | Rehab - Amy Winehouse                               | 41,5                    | 23                      | 64,5       | Éliminé  |
| 6     | Zazie         | Clément Verzi  | Pour me comprendre - Michel Berger                  | 58,5                    | 27                      | 85,5       | Qualifié |
|       | Zazie         | Duo            | Vieille canaille - Eddy Mitchell & Serge Gainsbourg | —                       | —                       | —          | —        |
| 7     | Garou         | Anahy          | Vivre ou survivre - Daniel Balavoine                | 36,2                    | 26                      | 62,2       | Éliminée |
| 8     | Garou         | Antoine        | Amsterdam - Jacques Brel                            | 63,8                    | 24                      | 87,8       | Qualifié |
|       | Garou         | Duo            | Dangerous - David Guetta feat. Sam Martin           | —                       | —                       | —          | —        |

#### Épisode 16:Prime4 (finale)
Le seizième épisode a été diffusé le 14 mai 2016 à 20 h 55.
Les finalistes ouvrent l'émission en chantant Lean On de Major Lazer, DJ Snake et MØ.
| Ordre | Coach         | Candidat       | Chanson                                                     | En duo avec      | Résultat du public | Classement final |
| ----- | ------------- | -------------- | ----------------------------------------------------------- | ---------------- | ------------------ | ---------------- |
| 1     | Garou         | Antoine        | La Foule - Édith Piaf                                       | /                | 22%                | 3e               |
| 6     | Garou         | Antoine        | Pas là - Vianney                                            | Vianney          | 22%                | 3e               |
| 12    | Garou         | Antoine        | My Way / Comme d'habitude - Frank Sinatra / Claude François | Garou            | 22%                | 3e               |
| 2     | Mika          | MB14           | In the Air Tonight - Phil Collins                           | /                | 24%                | 2e               |
| 5     | Mika          | MB14           | Les Yeux de la mama - Kendji Girac                          | Kendji Girac     | 24%                | 2e               |
| 9     | Mika          | MB14           | Happy Ending - Mika                                         | Mika             | 24%                | 2e               |
| 3     | Zazie         | Clément Verzi  | Un homme heureux - William Sheller                          | /                | 21%                | 4e               |
| 8     | Zazie         | Clément Verzi  | L'Homme en rouge - Michel Polnareff                         | Michel Polnareff | 21%                | 4e               |
| 10    | Zazie         | Clément Verzi  | J'envoie valser - Zazie                                     | Zazie            | 21%                | 4e               |
| 4     | Florent Pagny | Slimane Nebchi | Tout le monde y pense - Francis Cabrel                      | /                | 33%                | 1er              |
| 7     | Florent Pagny | Slimane Nebchi | Ça fait mal - Christophe Maé                                | Christophe Maé   | 33%                | 1er              |
| 11    | Florent Pagny | Slimane Nebchi | Les Murs porteurs - Florent Pagny                           | Florent Pagny    | 33%                | 1er              |

## The Voice, la suite
Magazine diffusé tous les samedis vers 23h20 sur TF1 en seconde partie de soirée après The Voice. Les présentateurs Nikos Aliagas et Karine Ferri, emmènent les téléspectateurs dans les coulisses de l'émission, au travers de reportages et d'interviews exclusives des coaches et des candidats. Parmi les sujets récurrents : le bêtisier de l'émission Voice, pas Voice, Coach&Cie dans lequel on découvre la vie des coaches hors plateau, Le compte est voice, La Compil' de Goupil présenté par JB Goupil, le reporter trublion des coulisses de The Voice, et Voice News qui donne des nouvelles des candidats toutes saisons confondues.
En plateau, les quatre coaches reviennent sur les prestations des candidats dans Le Debrief. Voice Family retrace enfin le parcours artistique d'un ancien candidat ou d'un coach invité à chanter sur la scène de The Voice. Parmi les artistes invités :
- Lilian Renaud interprète Pour ne plus avoir peur lors de la première émission ;
- Roch Voisine et Corneille, membre du groupe Gentleman Forever, sont les invités de la deuxième émission ;
- Kendji interprète Les Yeux de la mama lors de la troisième émission ;
- Zazie interprète Pise lors de la quatrième émission ;
- Les Fréro Delavega interprètent Ton visage lors de la cinquième émission ;
- Mika interprète J'ai pas envie lors de la sixième émission ;
- Anne Sila interprète Le monde tourne sans toi lors de la septième émission ;
- Anggun est l'invitée du épisode : elle interprète Nos vies parallèles en duo avec Florent Pagny lors de la huitième émission ;
- Battista Acquaviva interprète Bella ciao lors de la neuvième émission ;
- Sarah Caillibot, dans l'équipe de Garou lors de la saison 2, interprète Premier Rendez-vous en duo avec Joe Cleere lors de la dixième émission ;
- Hiba Tawaji, demi-finaliste de Mika lors de la saison 4, interprète Comme un symbole lors de la 11e émission ;
- David Thibault, finaliste de Mika lors de la saison 4, interprète Rip It Up une reprise de Little Richard, lors de la 12e émission ;
- Côme, finaliste dans l'équipe de Jenifer lors de la saison 4, est l'invité du interprète La Gloire à mes genoux avec toute la troupe de l'opéra-rock Le Rouge et le Noir, et notamment Yoann Launay (équipe Zazie saison 4) et Haylen (équipe Zazie saison 5) lors de la 13e émission ;
- Manon Palmer, dans l'équipe de Jenifer lors de la saison 4, interprète Laisse-moi partir lors de la 14e émission ;
- Igit, demi-finaliste dans l'équipe de Garou lors de la saison 3, interprète Des conséquences et Gwendal Marimoutou et Élodie Martelet, respectivement dans les équipes de Garou et de Mika lors de la saison 3, interprètent La Groupie du pianiste avec toute la troupe de la comédie musicale Résiste, lors de la 15e émission.

Lors de la finale, le 14 mai 2016, plusieurs artistes sont intervenus : Michel Polnareff avec Love Me, Please, Love Me, Christophe Maé avec Il est où le bonheur, Kendji Girac avec Tu y yo et Vianney avec Je te déteste.

## Audiences

### The Voice
| Type                  | Jour et horaire de diffusion         | Audience moyenne          | Audience moyenne | Classement des audiences de la soirée | Références |
| Type                  | Jour et horaire de diffusion         | Nombre de téléspectateurs | PDM              | Classement des audiences de la soirée | Références |
| --------------------- | ------------------------------------ | ------------------------- | ---------------- | ------------------------------------- | ---------- |
| Auditions à l'aveugle | Samedi 30 janvier 2016 (20h55–23h30) | 7 251 000                 | 35,6 %           | 1er                                   | [ 44 ]     |
| Auditions à l'aveugle | Samedi 6 février 2016 (20h55–23h15)  | 6 954 000                 | 32,8 %           | 1er                                   | [ 45 ]     |
| Auditions à l'aveugle | Samedi 13 février 2016 (20h55–23h20) | 7 400 000                 | 34,9 %           | 1er                                   | [ 46 ]     |
| Auditions à l'aveugle | Samedi 20 février 2016 (20h55–23h20) | 7 189 000                 | 33,4 %           | 1er                                   | [ 47 ]     |
| Auditions à l'aveugle | Samedi 27 février 2016 (20h55–23h20) | 7 130 000                 | 32,3 %           | 1er                                   | [ 48 ]     |
| Auditions à l'aveugle | Samedi 5 mars 2016 (20h55–23h20)     | 7 346 000                 | 34,2 %           | 1er                                   | [ 49 ]     |
| Auditions à l'aveugle | Samedi 12 mars 2016 (20h55–23h20)    | 6 955 000                 | 33,6 %           | 1er                                   | [ 50 ]     |
| Battles               | Samedi 19 mars 2016 (20h55–23h25)    | 6 108 000                 | 29,1 %           | 1er                                   | [ 51 ]     |
| Battles               | Samedi 26 mars 2016 (20h55–23h25)    | 5 887 000                 | 30,7 %           | 1er                                   | [ 52 ]     |
| Battles               | Samedi 2 avril 2016 (20h55–23h25)    | 6 029 000                 | 30,1 %           | 1er                                   | [ 53 ]     |
| Épreuve ultime        | Samedi 9 avril 2016 (20h55–23h35)    | 5 921 000                 | 30,3 %           | 1er                                   | [ 54 ]     |
| Épreuve ultime        | Samedi 16 avril 2016 (20h55–23h35)   | 5 868 000                 | 30,2 %           | 1er                                   | [ 55 ]     |
| Primes                | Samedi 23 avril 2016 (20h55–23h30)   | 5 572 000                 | 27,3 %           | 1er                                   | [ 56 ]     |
| Primes                | Samedi 30 avril 2016 (20h55–23h20)   | 5 320 000                 | 26,7 %           | 1er                                   | [ 57 ]     |
| Demi-finale           | Samedi 7 mai 2016 (20h55–23h30)      | 4 963 000                 | 26,3 %           | 1er                                   | [ 58 ]     |
| Finale                | Samedi 14 mai 2016 (20h55–23h40)     | 4 986 000                 | 24,9 %           | 2e                                    | [ 59 ]     |

Légende :
- Plus hauts chiffres d'audience
- Plus bas chiffres d'audience

| Légende : Saison 5 |

### The Voice, la suite
| Jour et horaire de diffusion  | Audience moyenne          | Audience moyenne | Référence |
| Jour et horaire de diffusion  | Nombre de téléspectateurs | PDM              | Référence |
| ----------------------------- | ------------------------- | ---------------- | --------- |
| 30 janvier 2016 (23h30–00h20) | 2 860 000                 | 26,2 %           | [ 60 ]    |
| 6 février 2016 (23h15–00h30)  | 2 160 000                 | 19,8 %           | [ 61 ]    |
| 13 février 2016 (23h20–00h33) | 2 640 000                 | 23,8 %           | [ 62 ]    |
| 20 février 2016 (23h30–00h15) | 2 370 000                 | 20 %             | [ 63 ]    |
| 27 février 2016 (23h15–00h00) | 2 590 000                 | 21,7 %           | [ 64 ]    |
| 5 mars 2016                   | 2 310 000                 | 20,7 %           | [ 65 ]    |
| 12 mars 2016                  | 2 070 000                 | 20,4%            | [ 66 ]    |
| 19 mars 2016                  | 1 730 000                 | 18,9%            | [ 67 ]    |
| 26 mars 2016                  | 1 480 000                 | 18 %             | [ 68 ]    |
| 2 avril 2016                  | 1 490 000                 | 16 %             | [ 69 ]    |
| 9 avril 2016                  | 1 700 000                 | 18,6 %           | [ 70 ]    |
| 16 avril 2016                 |                           | 17,7 %           |           |
| 23 avril 2016                 | 2 020 000                 | 20,3 %           |           |
| 30 avril 2016                 |                           | 20,1 %           |           |
| 7 mai 2016                    |                           |                  |           |
| 14 mai 2016                   |                           |                  |           |

Légende :
- Plus hauts chiffres d'audience
- Plus bas chiffres d'audience